# Trichechus inunguis
Il lamantino delle Amazzoni  (Trichechus inunguis (Natterer, 1883)), noto anche come lamantino amazzonico, è una specie di lamantino appartenente alla famiglia Trichechidae, originaria del bacino amazzonico di Brasile, Perù, Bolivia, Colombia, Ecuador e Venezuela. Questa specie è caratterizzata da una pelle sottile e rugosa, di colore brunastro o grigio scuro, ricoperta da peli sottili sparsi e da macchie bianche sul petto. Tra tutte le specie di lamantino viventi, il lamantino delle Amazzoni è il più piccolo.

## Descrizione

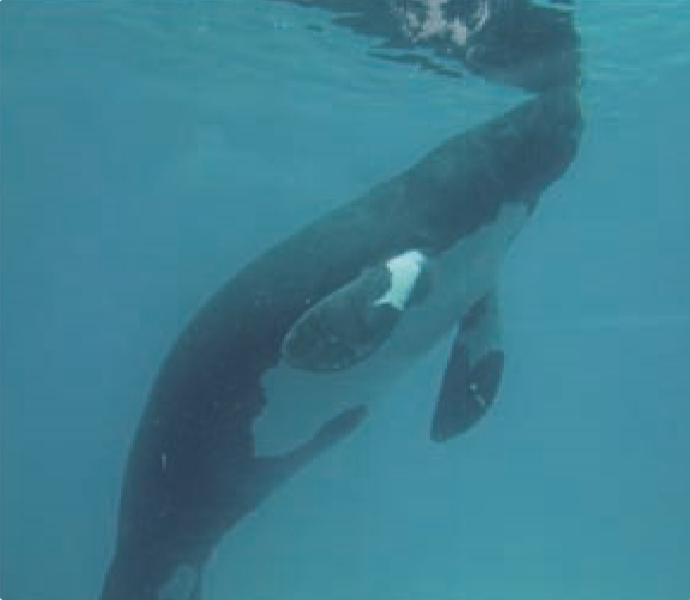
Trichechus inunguis

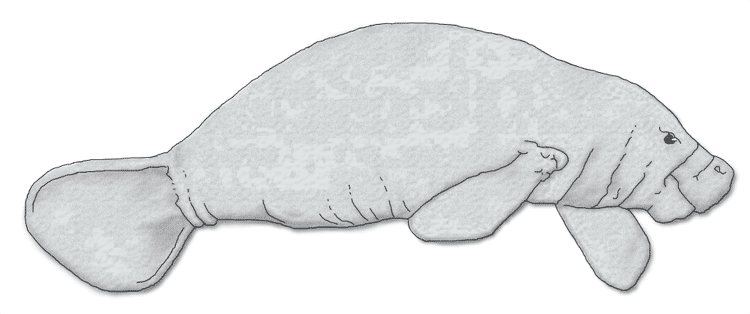
Illustrazione di T. inunguis

Il lamantino delle Amazzoni è la specie più piccola tra i lamantini. Le sue dimensioni e il suo peso variano a seconda di maschi e femmine, nonché tra esemplari allevati in cattività e in natura: i maschi in cattività arrivano a 0,76-2,55 metri e un peso di 75-346,5 kg, mentre le femmine in cattività raggiungono una lunghezza di 0,71-2,66 metri per 81-379,5 kg. In natura, in genere, i lamantini misurano 1,62-2,30 metri di lunghezza per 120,0-270,0 kg di peso. Il peso massimo effettivo che possono raggiungere è di 379,5 kg. I cuccioli alla nascita pesano 10-15 kg e misurano tra 85 e 105 centimetri. I lamantini delle Amazzoni crescono di circa 1,6-2,0 millimetri al giorno (lunghezza misurata lungo la curvatura del corpo, variabile da individuo a individuo), mentre i neonati guadagnano in media un chilogrammo a settimana.
I lamantini delle Amazzoni sono grandi mammiferi acquatici dalla forma cilindrica, provvisti di arti anteriori trasformati in pinne e privi di arti posteriori liberi; la parte posteriore del corpo termina in una coda a forma di pagaia, piatta e orizzontalmente arrotondata. Le pinne anteriori, molto flessibili, sono impiegate per spostarsi sul fondale, scavare, toccare e perfino "abbracciare" altri lamantini, oltre che per spostare il cibo e pulire la bocca. Il labbro superiore è sviluppato in un'ampia e ispida superficie, profondamente divisa, e durante l'alimentazione ciascun lato delle labbra può muoversi in modo indipendente. La colorazione di questa specie è generalmente grigio scura, con macchie bianco-rosate sul ventre.
Come tutti i lamantini, questi animali presentano denti polifodonti, che vengono continuamente sostituiti in orizzontale, dalla parte posteriore a quella anteriore della mascella, per tutta la loro vita – una caratteristica unica tra i mammiferi. Gli unici parenti viventi che mostrano un meccanismo simile di sostituzione dei denti, sebbene più limitato, sono gli elefanti (ordine Proboscidea). Con lo spostamento progressivo in avanti, le radici si riassorbono e il sottile smalto si consuma fino a che il dente non viene perso. Indicati semplicemente come "denti delle guance", i denti dei lamantini non si dividono in molari e premolari, e questi animali sono privi di incisivi o canini. La migrazione dei denti avviene a una velocità di circa 1-2 millimetri al mese, a seconda del grado di masticazione e di usura.
Il lamantino delle Amazzoni è privo di unghie sulle pinne, caratteristica che lo distingue dagli altri lamantini. Inoltre, presenta un grado di deflessione rostrale molto basso (30,4°), utile per determinare il modo in cui l'animale si nutre: un angolo così ridotto indica che l'estremità del muso è quasi in linea con la parte posteriore della mascella. Specie con un maggior grado di deflessione, come il dugongo (Dugong dugon), che raggiunge i 70°, vivono più spesso sul fondo (alimentazione bentonica), con un muso rivolto quasi completamente verso il basso. Solo il lamantino africano (Trichechus senegalensis) ha un'angolazione minore (circa 25,8°). Si ritiene che un valore così basso di deviazione rostrale massimizzi l'efficienza nell'alimentazione di superficie, dove i lamantini delle Amazzoni trovano gran parte del loro cibo.

## Distribuzione e habitat
T. senegalenis
     T. manatus
     T. inunguis

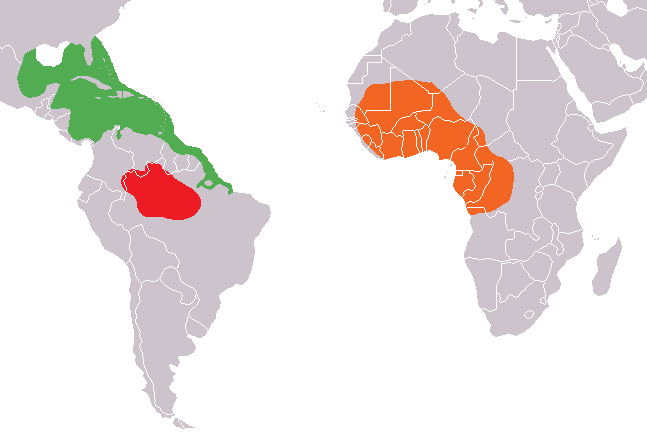
Areale del genere Trichechus:
T. senegalenis
T. manatus
T. inunguis

Nel 1977, un censimento del numero di lamantini delle Amazzoni stimò una popolazione di circa 10.000 individui. Il numero attuale di esemplari resta indeterminato, ma la popolazione sembra essere in diminuzione. Questi animali sono diffusi principalmente in tutto il bacino del Rio delle Amazzoni, nel nord del Sud America, dalle isole Marajó in Brasile fino a Colombia, Perù ed Ecuador. Occasionalmente, il loro habitat si sovrappone a quello del lamantino dei Caraibi lungo le coste brasiliane.
I lamantini delle Amazzoni si trovano nella maggior parte del bacino idrografico del Rio delle Amazzoni, dai rami sorgentiferi superiori in Colombia, Ecuador e Perù fino alla foce (vicino all'isola di Marajó), in Brasile, su un'estensione di circa sette milioni di chilometri quadrati. Tuttavia, la loro distribuzione è irregolare, poiché si concentrano nelle aree di foresta allagata ricche di sostanze nutritive, che coprono una superficie di circa 300.000 km². Abitano anche nelle pianure tropicali al di sotto di 300 m s.l.m., dove sono presenti numerose piante acquatiche e semiacquatiche; prediligono inoltre acque calme e poco profonde, lontane dagli insediamenti umani.
Il lamantino delle Amazzoni è un animale completamente acquatico, che non lascia mai l'acqua. È, inoltre, l'unico lamantino che vive esclusivamente in ambienti d'acqua dolce, preferendo laghi e lagune collegate a grandi fiumi, dove la vegetazione acquatica è più abbondante. I lamantini sono principalmente solitari, ma talvolta si riuniscono in piccoli gruppi composti da un massimo di otto individui. Interi gruppi di lamantini intraprendono lunghe migrazioni stagionali, spostandosi dalle aree allagate durante la stagione delle piogge verso specchi d'acqua più profondi nella stagione secca.

## Tassonomia
Nel 2008 lo zoologo olandese Marc van Roosmalen comunicò la scoperta, nelle acque del fiume Aripuanã, affluente del Rio delle Amazzoni, di una presunta nuova specie, da lui battezzata Trichechus pygmaeus (nota in inglese come dwarf manatee, ovvero «lamantino nano»), di dimensioni minori rispetto a T. inunguis. Le analisi del DNA di tale presunta nuova specie, tuttavia, hanno dimostrato che si tratta semplicemente di esemplari immaturi (individui giovani) di T. inunguis.
L'epiteto specifico, inunguis, è un termine latino che significa «senza unghie». Il nome del genere, Trichechus, deriva invece dal latino e significa «dotato di capelli», in riferimento ai baffi intorno alla bocca di questi animali.

## Biologia

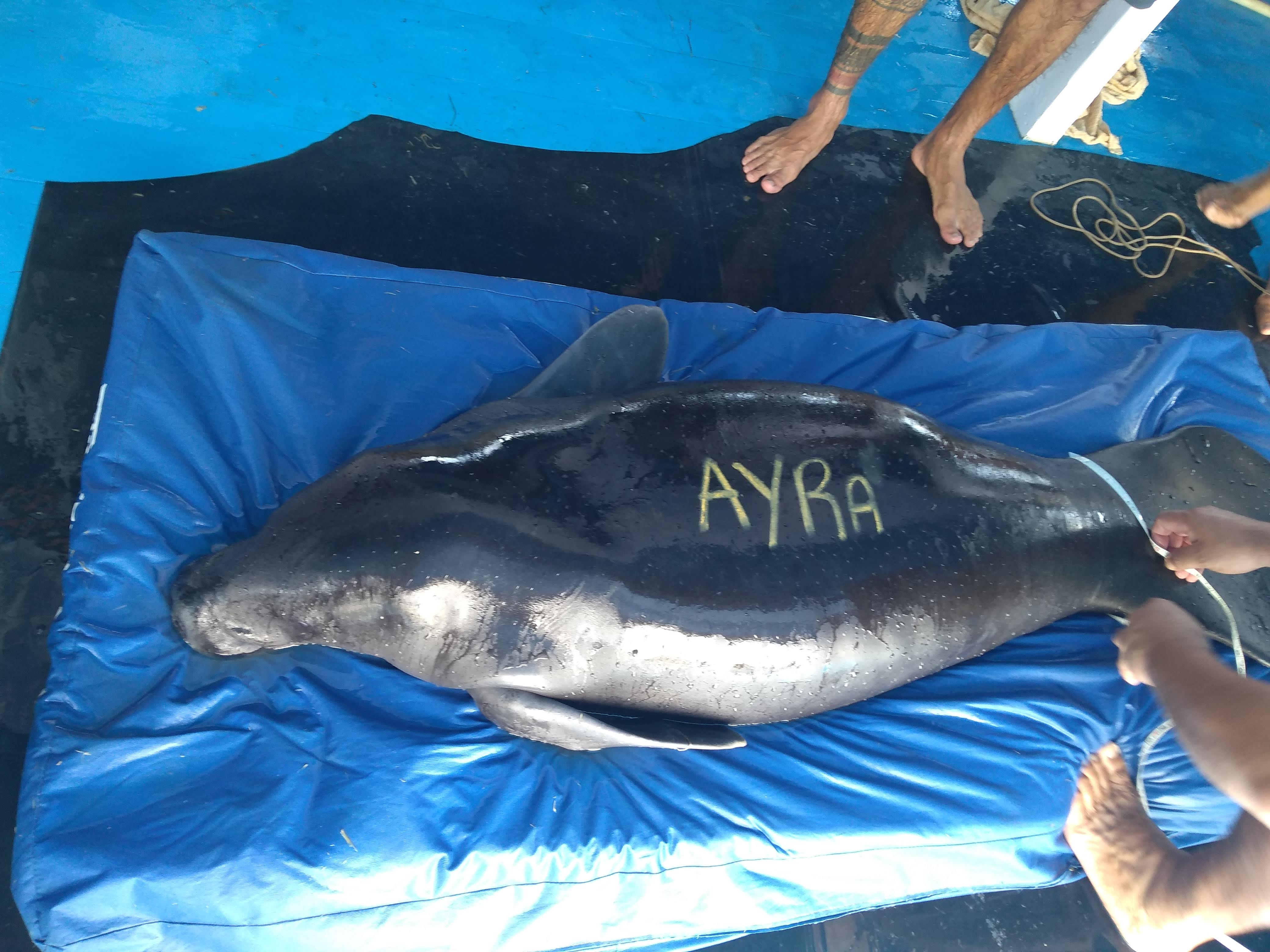
Un esemplare adulto riabilitato dall'ICMBio, Brasile

Il lamantino delle Amazzoni è l'unica specie tra i Sirenia a vivere esclusivamente in ambienti d'acqua dolce. La sua termoregolazione si basa principalmente su cambiamenti nella circolazione periferica, grazie ai quali può deviare il flusso sanguigno dalle aree del corpo più esposte all'acqua. Per ridurre la dispersione di calore, possiede inoltre uno strato di grasso sottocutaneo.
I lamantini presentano narici (anziché sfiatatoi, come in altri mammiferi acquatici) che possono sigillarsi durante l'immersione per impedire l'ingresso dell'acqua, riaprendosi quando l'animale torna in superficie per respirare. Pur potendo trattenere il respiro per lunghi periodi, solitamente risalgono a galla ogni cinque minuti circa. La più lunga immersione documentata di un lamantino delle Amazzoni in cattività è stata di 14 minuti.
I lamantini compiono migrazioni stagionali sincronizzate con le inondazioni del bacino amazzonico. Nella stagione delle piogge vivono in aree di foresta e pascoli allagati, dove il cibo è più abbondante. Avendo la minore deviazione rostrale tra tutti i lamantini (da 25° a 41°), il lamantino delle Amazzoni risulta particolarmente adattato a nutrirsi in prossimità o sulla superficie dell'acqua. È attivo sia di giorno sia di notte. Quando si alimenta in superficie, solo le narici emergono dall'acqua.
Tra i lamatini, solo il lamantino delle Amazzoni e quello della Florida sono noti per le loro vocalizzazioni. Sono stati osservati esemplari che vocalizzano sia in solitudine che in presenza di altri individui, soprattutto tra le femmine e i loro cuccioli.

### Dieta

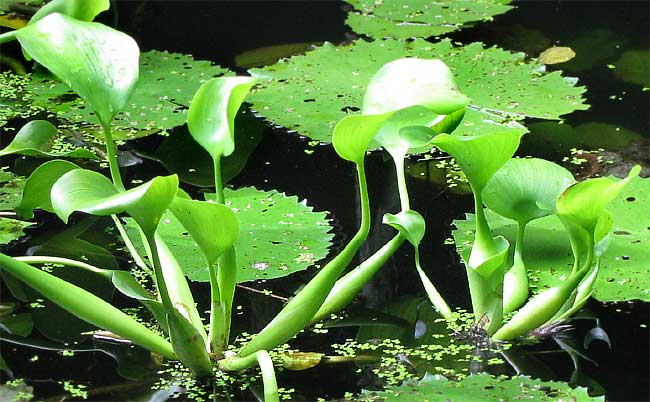
Il giglio d'acqua (Eichhornia crassipes) è uno degli alimenti preferiti del lamantino delle Amazzoni

Questi animali si nutrono di una grande varietà di piante acquatiche, tra cui Araceae (in particolare Pistia, nota come "lattuga d'acqua"),) erbe, Utricolaria, antocerote, ninfee e, in modo particolare, il giacinto d'acqua. Poiché quest'ultimo è una specie invasiva al di fuori del suo areale, il lamantino delle Amazzoni contribuisce indirettamente a controllarne la diffusione. Sono stati anche osservati esemplati che consumano frutti di palma caduti in acqua. Di alimentazione strettamente erbivora, il lamantino possiede un apparato digestivo post-gastrico, simile a quello dei cavalli. Ogni individuo ingerisce quotidianamente una quantità di cibo pari all'incirca all'8% del proprio peso corporeo.
Durante la stagione secca (luglio-agosto), quando il livello dell'acqua si abbassa, alcune popolazioni si riuniscono nelle parti più profonde dei grandi laghi, dove possono rimanere fino alla fine della stagione secca (marzo). In questo periodo, sembra che i lamantini si nutrano poco o per nulla, sopravvivendo grazie alle loro riserve di grasso e al basso tasso metabolico, pari a circa il 36% del normale tasso metabolico dei mammiferi placentati. Ciò consente loro di resistere anche fino a sette mesi senza cibo o quasi.

### Riproduzione
Il lamantino delle Amazzoni presenta una riproduzione stagionale, con un periodo di gestazione di 12-14 mesi e un lungo intervallo tra un parto e l'altro. La maggior parte delle nascite avviene tra dicembre e luglio, con circa il 63% concentrate tra febbraio e maggio, periodo in cui i fiumi della loro area d'origine raggiungono livelli più alti. Dopo la nascita, il cucciolo inizia a poppare e rimane con la madre per 12-18 mesi.
In natura, questi animali hanno un'aspettativa di vita di circa 30 anni. In cattività, due individui sono vissuti fino a 12,5 anni.

## Minacce
La principale minaccia per il lamantino delle Amazzoni è la caccia illegale. Questi animali vengono cacciati per uso sussistenziale e locale, non a scopo commerciale. La caccia ha provocato un netto calo della popolazione e l'attuale esiguo numero di esemplari. Si stima che, tra il 1935 e il 1954, siano stati uccisi oltre 140.000 lamantini. Sebbene le leggi vigenti proibiscano di cacciarli, la caccia prosegue anche all'interno di aree protette. L'arma più comune utilizzata contro i lamantini è il tradizionale arpione; in Ecuador, inoltre, vengono catturati con le stesse trappole impiegate per gli arapaima.
I lamantini delle Amazzoni sono ricercati principalmente per la loro carne, dal notevole valore nutrizionale, mentre il grasso e la pelle trovano impiego un cucina e nella medicina tradizionale. La carne viene commercializzata a livello locale o nei mercati di produzione, spesso illegalmente, in forma di salsiccia o di mixira. Quest'ultima è una preparazione a base di carne conservata nel grasso stesso dell'animale, il cui prezzo elevato stimola ulteriormente la caccia.
Tra il 2011 e il 2015, 195 lamantini sono stati uccisi per la carne in una singola regione del Brasile. In un'altra regione, tra il 2004 e il 2014, sono stati cacciati 460 lamantini all'interno di un'area protetta.

## Conservazione

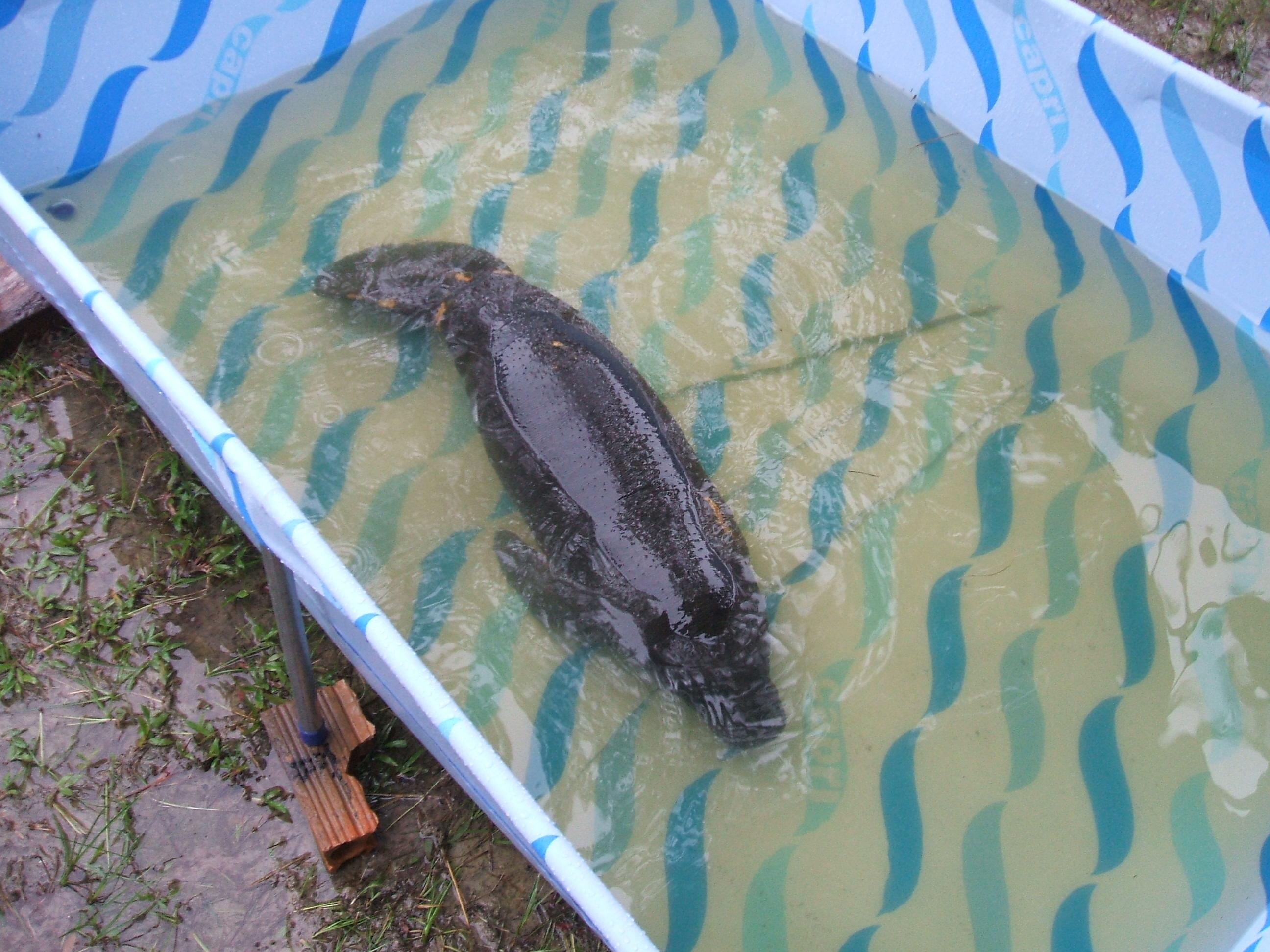
Riabilitazione di un cucciolo al Brazilian Institute of Environment and Renewable Natural Resources (IBAMA), Marajó

La Lista Rossa IUCN classifica il lamantino delle Amazzoni come vulnerabile. In base a criteri di unicità evolutiva e di esiguità della popolazione, la Zoological Society of London lo ha inserito tra le 100 specie di mammiferi a maggiore rischio di estinzione. La diminuzione della popolazione è dovuta principalmente alla caccia illegale, nonché alla mortalità dei cuccioli, ai cambiamenti climatici e alla perdita dell'habitat. Tuttavia, a causa dell'habitat caratterizzato da acque torbide, è difficile ottenere stime accurate sul numero effettivo degli esemplari superstiti.
Non esistono piani di gestione nazionali per il lamantino delle Amazzoni, tranne che in Colombia. A partire dal 2008, l'INPA si occupa di 34 lamantini in cattività, mentre il CPPMA ne cura 31. Il lamantino è protetto dalla legge peruviana dal 1973, tramite il decreto supremo 934-73-AG, che vieta la caccia e lo sfruttamento commerciale di questa specie.
La caccia rimane il problema maggiore e prosegue in gran parte del suo areale, compreso l'interno delle riserve. Nel 1986, si stimava che i livelli di caccia in Ecuador fossero insostenibili e che la specie sarebbe scomparsa dal Paese entro 10-15 anni. Sebbene la caccia continui, un pericolo crescente per la sopravvivenza del lamantino in Ecuador è rappresentato dalle possibili fuoriuscite di petrolio. L'esplorazione petrolifera comporta inoltre un aumento del traffico fluviale.
In Perù, la principale causa di scomparsa dei lamantini delle Amazzoni è la caccia a scopo alimentare (carne, grasso, pelle, ecc.) praticata dalle popolazioni locali. Vengono utilizzati arpioni, reti da imbrocco e trappole. Gran parte di questa caccia illegale avviene nei laghi e nei torrenti vicini alla Riserva Nazionale Pacaya-Samiria, nel nord-est del Paese. Il lamantino, lento e docile, si nutre spesso in superficie, risultando facile da catturare. Altri rischi includono l'inquinamento fluviale, l'annegamento accidentale nelle reti da pesca commerciali e il degrado della vegetazione dovuto all'erosione del suolo causata dalla deforestazione. Inoltre, il rilascio indiscriminato di mercurio derivante dalle attività minerarie minaccia l'intero ecosistema acquatico del bacino amazzonico.